# Муршид Кули-хан
Муршид Кули-хан, также известен как Мохаммад Хади, при рождении — Сурья Нараян Мишра (бенг. মুর্শিদকুলি খাঁ; ок. 1670 — 30 июня 1727) — первый наваб Бенгалии, Бихара и Ориссы (1717 — 30 июня 1727).
Индус, родился бедной семье брамина в Декане около 1670 года. Он был куплен могольским дворянином Хаджи-Шафи. После смерти Шафи он служил в диване Видарбхи, где привлек к себе внимание тогдашнего могольского императора Аурангзеба, который оптравил его в Бенгалию в качестве дивана примерно в 1700 году. Однако Муршид Кули-хан вступил в конфликт с бенгальским субадаром, принцем Азим уш-Шаном (внуком Аурангзеба). После смерти Аурангзеба в 1707 году он был переведен в Декан могольским императором Бахадур-Шахом I, отцом Азим уш-Шана. Однако он был возвращен в качестве заместителя субадара в 1710 году. В 1717 году Муршид Кули-хан был назначен новым императором Великих Моголов Фарук Сийяром навабом назимом Муршидабада. Во время своего правления он изменил систему jagirdari (управление земельными ресурсами) на mal jasmani, которая позже трансформировалась в систему zamindari. Он также продолжал посылать доходы от управляемой им провинции в Империю Великих Моголов. Он построил мечеть Катра Масджид в Муршидабаде, где был похоронен под ступенями лестницы после своей смерти 30 июня 1727 года. Ему наследовал его зять Шуджа уд-Дин Мухаммад-хан.

## Появление в Бенгалии

### Ранняя жизнь
Согласно индийскому историку Джадунатху Саркару, Муршид Кули-хан был первоначально индусом под именем Сурья Нараян Мишра, он родившийся в Декане около 1670 года . Книга Ma’asir al-umara поддерживает это утверждение. В возрасте около десяти лет он был продан персу по имени Хаджи-Шафи, который обрезал его и воспитал его с именем Мохаммад Хади. Примерно в 1690 году Шафи оставил свою должность при дворе Великих Моголов и вернулся в Персию в сопровождении Кули-хана. Примерно через пять лет после смерти Шафи Муршид вернулся в Индию и работал под руководством Абдуллы Хурасани, дивана Видарбхи, в Империи Великих Моголов. Благодаря своему опыту в вопросах доходов, он был замечен могольским императором Аурангзебом и сыграл важную роль при применении финансовых стратегий шариата на основе фетвы Аламгири.
В отличие от других исламских правителей, у Муршида Кули-Хана была только одна жена, Насири Бану Бегум, и никаких наложниц. У него было трое детей, две дочери и один сын. Одна из его дочерей стала женой наваба Шуджи-уд-Дина Мухаммад-хна и матерью Сарфараз-хана.

### Конфликт с Азим-уш-Шаном
Аурангзеб назначил Муршида Кули-хана диваном Бенгалии около 1700 года. В то время шахзаде Азим уш-Шан, внук императора Великих Моголов, был субадаром провинции Бенгалии (1697—1712). Он был недоволен этим назначением, так как намеревался использовать доходы, собранные с провинции, для финансирования своей кампании по захвату могольского трона после смерти своего деда Аурангзеба. Сразу же после назначения на этот пост, Кули-хан отправился в Джахангирнагар (современная Дакка) и перевел чиновников о службы шахзаде Азим уш-Шана к себе, разгневав Азим уш-Шана.

### Покушение
Азим уш-Шан планировал убить Муршида Кули-хана. Воспользовавшись тем, что солдатам все еще не заплатили, он убедил их, что ответственность за ситуацию несет Кули-хан. Он планировал, что они окружат Кули-хана под предлогом конфронтации с ним из-за невыплаты жалованья, и тогда его зарежут.
Однажды утром, когда Муршид Кули-хан собирался встретиться с Азимом-уш-Шаном, солдаты под предводительством Абдула Вахида окружили его и попросили у него жалованья. Но, по словам историка Чоудхури, Муршид Кули-хан знал, что Азим уш-Шан был ответственен за подстрекательство солдат, поэтому он сказал им: «вы сговорились убить меня. Помните, что Аламгир (Аурангзеб) будет знать все. Воздержитесь от подобных поступков, так как это способ выказать неуважение к императору. Будьте осторожны! Если ты убьешь меня, то столкнешься с ужасными последствиями».
Шахзаде Азим уш-Шан был чрезвычайно обеспокоен тем, что Муршид Кули-хан знал о его планах убийства и боялся реакции Аурангзеба. Кули-хан вел себя так, как будто ничего не знал о плане, уверяя Азим уш-Шана, что они останутся друзьями и в будущем. Однако он написал об этом Аурангзебу, который, в свою очередь, отправил письмо Азим уш-Шану, предупреждая его, что если Муршиду Кули-хану «причинят вред, то он отомстит ему».

### ОснованиеМуршидабада
Муршид Кули-хан чувствовал себя в Дакке небезопасно, поэтому он перевел дивани в Мукшудабад. Он сказал, что он переместил дивани, поскольку Мукшудабад был расположен в центральной части Бенгалии, что облегчило связь по всей провинции. Поскольку город находился на берегах Ганга, европейские торговые компании также основали там свои базы. Муршид Кули-хан думал, что ему будет легко следить за их действиями. Он также перевел банкиров в новый город. Субадар Бенгалии Азим уш-Шан почувствовал себя преданным, когда это было сделано без его разрешения. Историк Чоудхури говорит, что Кули-хан смог сделать это, потому что у него была «поддержка» Аурангзеба . Через год, в 1703 году, могольский император Аурангзеб перевел Азим уш-Шана из Бенгалии в Бихар, и Фарук Сийяр был назначен титульным субадаром провинции. Столица субы была переведена в Мукшудабад. Город стал центром для всех видов деятельности региона.
Кули-хан отправился в Биджапур, чтобы встретиться с Аурангзебом и передать ему доходы, полученные от провинции. Император был доволен его работой и подарил ему одежду, флаги, нагру и меч. Он также дал ему титул Муршид Кули и дал ему разрешение переименовать город Мукшудабад в Муршидабад (город Муршид Кули-Хана), что он и сделал, когда вернулся.
Когда город был переименован, спорят историки. Сэр Джадунатх Саркар говорит, что он получил титул 23 декабря 1702 года, и его возвращение в город заняло бы по меньшей мере три месяца; поэтому Мукшудабад был переименован в 1703 году . Но по данным газеты Тарих-и-Бангла, а также персидского историка Риваз-ус-Салатин, город был переименован в 1704 году. Тот факт, что первые монеты, выпущенные в Муршидабаде, датируются 1704 годом, убедительно свидетельствует о смене названия.

## Правление

### Смерть Аурангзеба
До смерти Аурангзеба в 1707 году все полномочия субадара находились в руках Кули-хана. Ему наследовал император Бахадур Шах I, отец Азим уш-Шана. Он вновь назначил своего сына субадаром провинции и сделал Кули-хана его заместителем. Азим уш-Шан убедил своего отца изгнать Кули-хана из Бенгалии. В результате он был назначен диваном Декана в 1708 году, и служил на этом посту до 1709 года.
Но, в 1710 году, Кули-хан был возвращен в качестве дивана (чиновника по налогам) провинции по совету Азим-уш-Шана. По данным Саркара, он сделал это для того, чтобы заключить с ним союз, так как считал, что без поддержки местной знати занять императорский трон в Дели будет невозможно. Хотя он был возвращен назад, его отношения с могольским принцем оставались испорченными.
В 1712 году после смерти Бахадур-шаха императорский престол занял его сын Джахандар-шах (1712—1713), а за ним последовал Фарук Сийяр (1713—1719), сын Азим уш-Шана, в 1713 году. В 1717 году могольский император Фарук Сийяр пожаловал Кули-хану титул Зафар-хана и сделал его субадаром (губернатором) Бенгалии, таким образом, совместив одновременно пост субадара и дивана. Муршид Кули-хан объявил себя навабом Бенгалии и стал первым независимым навабом провинции. Столица была перенесена из Дакки в Муршидабад.

### Доходы
Кули-хан заменил могольскую систему jagirdari системой mal jasmani, которая была похожа на французский генеральный откуп. Он брал залоговые обязательства у подрядчиков или джагирдаров, которые позже собирали земельный доход. Хотя поначалу там оставалось много джагирдаров, они вскоре были вытеснены подрядчиками, которые позже стали известны как заминдары.
Кули-хан продолжал свою политику отправки части собранных доходов в Империю Великих Моголов. Он делал это даже тогда, когда империя находилась в упадке, а могольский император не обладал никакой властью, поскольку власть сосредоточилась в руках крупных придворных сановников и губернаторов провинций. Он оправдывал свой поступок тем, что невозможно было бы управлять Империей Великих Моголов без тех доходов, которые он посылал. Историк Чоудхури говорит, что его истинной целью было показать свою преданность императору Великих Моголов, чтобы он мог управлять государством согласно своим собственным желаниям.
Записи показывают, что каждый год 1 крор 30 лакхов рупий отправлялся в качестве дохода императору Великих Моголов. Кроме того, денежный доход также выплачивался в натуральной форме. Сам Кули-хан имел обыкновение возить деньги и другие формы дохода с пехотой и кавалерией в Бихар, где они были переданы могольскому сборщику налогов.

### Построенные структуры
С развитием Муршидабада как столицы Бенгалии, Кули-хану стало необходимо построить государственные здания и офисы для проведения работ из столицы. В Дугарийском районе города он построил дворец диванкхана («управление по сбору налогов», суд казначейства). Он также построил гостиницу и мечеть для иностранных путешественников. Он также построил монетный двор в городе в 1720 году . В восточной части города он построил мечеть Катра Масджид в 1724 году, где он был похоронен после своей смерти.

### Условия в Муршидабаде
Во времена правления Кули-хана Муршидабадцы принимали участие во многих празднествах. Одним из них была Пания, которая произошла в последнюю неделю Бенгальского месяца Чайтра. В нем принимали участие заминдары или их представители. Праздник, который отмечался с величайшей пышностью и величием, был Мавлид, где праздновалось рождение исламского пророка Мухаммеда. Во время Мавлида люди из соседних провинций приезжали в город, чтобы отпраздновать это событие. По приказу Кули-хана чираг или лампы зажигались во всех религиозных местах, таких как мечети, имамбары.
Кули-хан также подражал могольской традиции проведения в городе дурбара, в котором приняли участие банкиры города, иностранные туристы и представители европейских компаний. Из-за роста торговли возник новый класс предпринимателей, которые также посещали его Дурбар. Благодаря своей набожности, Муршид Кули-хан строго следовал исламу и, согласно исламским правилам, посетителей кормили дважды в день
.
До Кули-Хана, являющегося навабом Муршидабада, город был главным экспортером риса по всей Индии. Но, после того как он стал навабом, около 1720 года он принял закон, запрещающий экспорт риса. По этой причине стоимость риса в регионе выросла.
Историк Чоудхури говорит, что состояние индусов во время его правления было «также хорошо», поскольку «они стали более богатыми». Хотя Кули-хан был мусульманином, индусы работали в налоговом департаменте, главным образом, потому, что он считал их экспертами в этой области. Индусы также могли свободно говорить по-персидски. Однако, если они были признаны виновными в мошенничестве, то Кули-хан назначал более суровые наказания, чем те, которые были наложены на мусульман..

### Смерть и преемственность

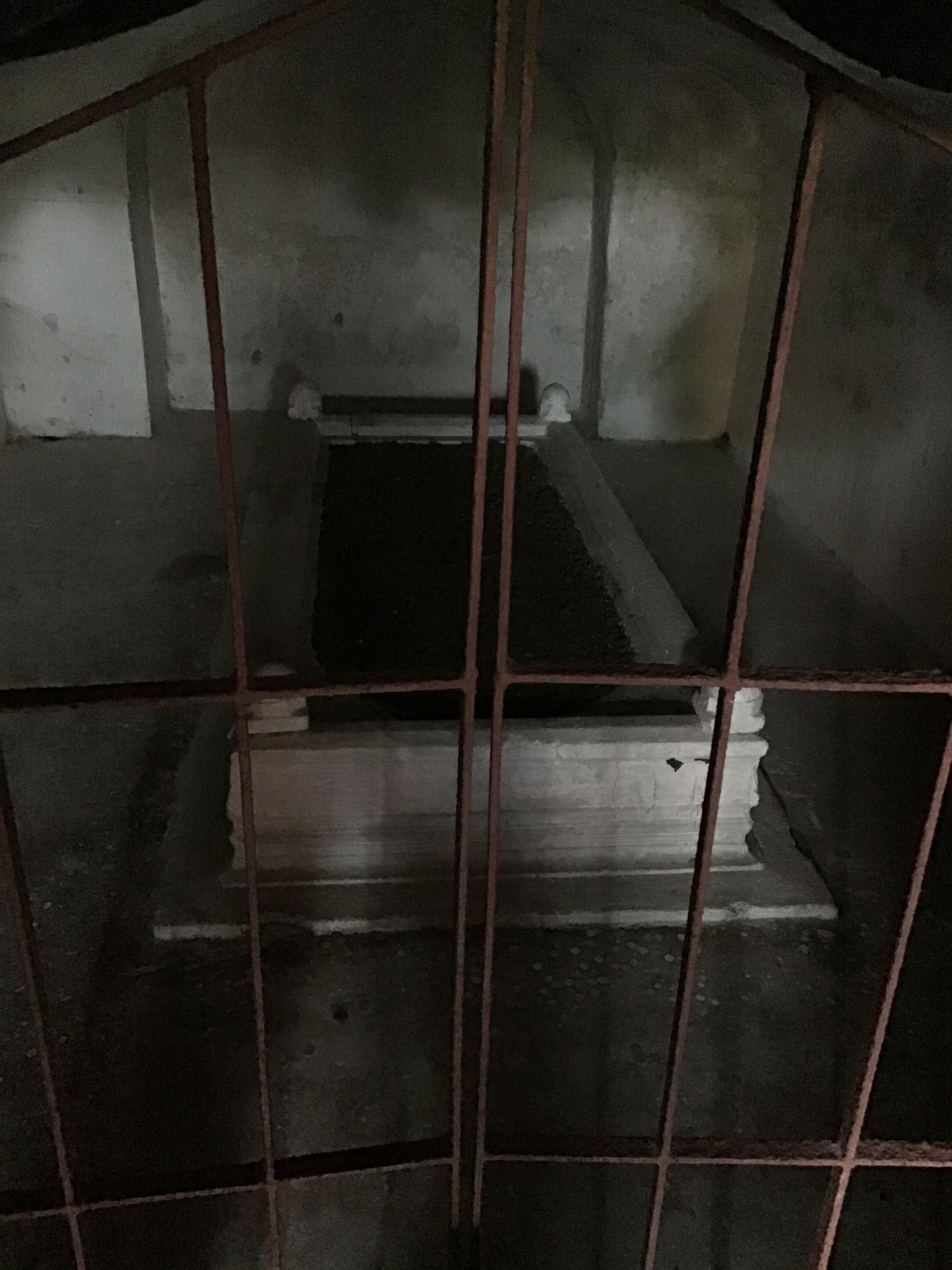
Могила Муршида Кули-хана под лестницей Катра Масджид

Муршид Кули-хан скончался 30 июня 1727 года в возрасте 66-67 лет . Ему первоначально наследовал его внук Сарфараз-хан. Но его зять Шуджа-уд-Дин Мухаммад-хан не принял престолонаследия, а решил начать войну против своего сына. Спрфараз-хан сдался без боя, и Шуджа-уд-Дин стал навабом Бенгалии в 1727 году. Сарфараз-хан вступил на престол после смерти своего отца в 1739 году, но был побежден и заменен Аливарди-ханом в 1740 году. Сирадж уд-Даула стал навабом в 1756 году только для того, чтобы быть побежденным Британской Ост-Индской компанией в 1757 году в битве при Плесси, после чего Бенгалия попала под контроль Британской компании.

## Брак и дети
Муршид Кули-хан был женат на Насири Бану Бегум Сахибе, от брака с которой у него были один сын и две дочери:
- Навабзаде Яхья-хан. Поступил на службу к навабу Карнатика
- Азмат-ун-Ниса Бегум Сахиба (Зинат-ун-ниса). Супруг — Мутамад уль-Мульк, Шуджа уд-Дала, Наваб Шуджа уд-Дин Мухаммад-хан Бахадур, Азад Джанг (ок. 1670 — 26 августа 1739), наваб Бенгалии, Бихара и Ориссы (1727—1739)
- Зейнаб-ун-Ниса Бегум Сахиба. Супруг — Мутамад уль-Мульк, Шуджа уд-Дала, Наваб Шуджа уд-Дин Мухаммад-хан Бахадур, Азад Джанг (ок. 1670 — 26 августа 1739), наваб Бенгалии, Бихара и Ориссы (1727—1739)